# 松尚
松尚（法語：Sonchamp，法語發音：[sɔ̃ʃɑ̃] ⓘ）是法国中北部法兰西岛大区伊夫林省的一个市镇，属于朗布依埃区。 

## 地理
松尚（48°34'33"N, 1°52'40"E）面积46.49 平方千米，位于法国法蘭西島大區伊夫林省，该省份为法国北部内陆省份，北起瓦兹河谷省，西接厄尔省，西南接厄尔-卢瓦省，东南接埃松省，东临上塞纳省。
与松尚接壤的市镇（或旧市镇、城区）包括：阿布利、克莱枫丹、奥尔瑟蒙、蓬泰夫拉尔、伊夫林地区普吕奈、朗布依埃、伊夫林地区圣阿尔努、聖馬丹-德布雷唐庫爾。

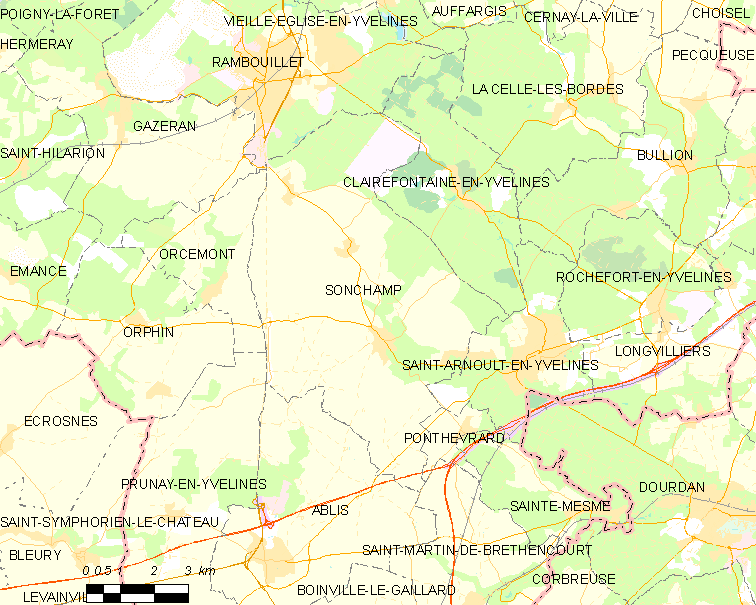
松尚的OSM定位图

松尚的时区为UTC+01:00、UTC+02:00（夏令时）。

## 行政
松尚的邮政编码为78120，INSEE市镇编码为78601。

## 政治
松尚所属的省级选区为朗布依埃县。

## 人口

1962-2008年间松尚人口变化图示

松尚于2022年1月1日时的人口数量为1664人。